# Petrovo (république serbe de Bosnie)
Pour les articles homonymes, voir Petrovo.
Petrovo (en serbe cyrillique : Петрово), également appelée Bosansko Petrovo Selo, est une ville et une municipalité de Bosnie-Herzégovine située dans la république serbe de Bosnie. Selon les premiers résultats du recensement bosnien de 2013, la ville intra muros compte 2 322 habitants et la municipalité 7 010.

## Géographie
La municipalité de Petrovo est située entre celles de Doboj et Gračanica, à mi-chemin des villes de Doboj et de Tuzla. Elle se trouve dans les monts Ozren.

## Histoire
La municipalité de Petrovo a été formée par les autorités serbes de Bosnie pendant la guerre de Bosnie ; son existence n'a été reconnue officiellement qu'aux accords de Dayton. Elle a été formée à partir des municipalités de Gračanica et de Lukavac, situées dans la fédération de Bosnie-et-Herzégovine.

## Localités

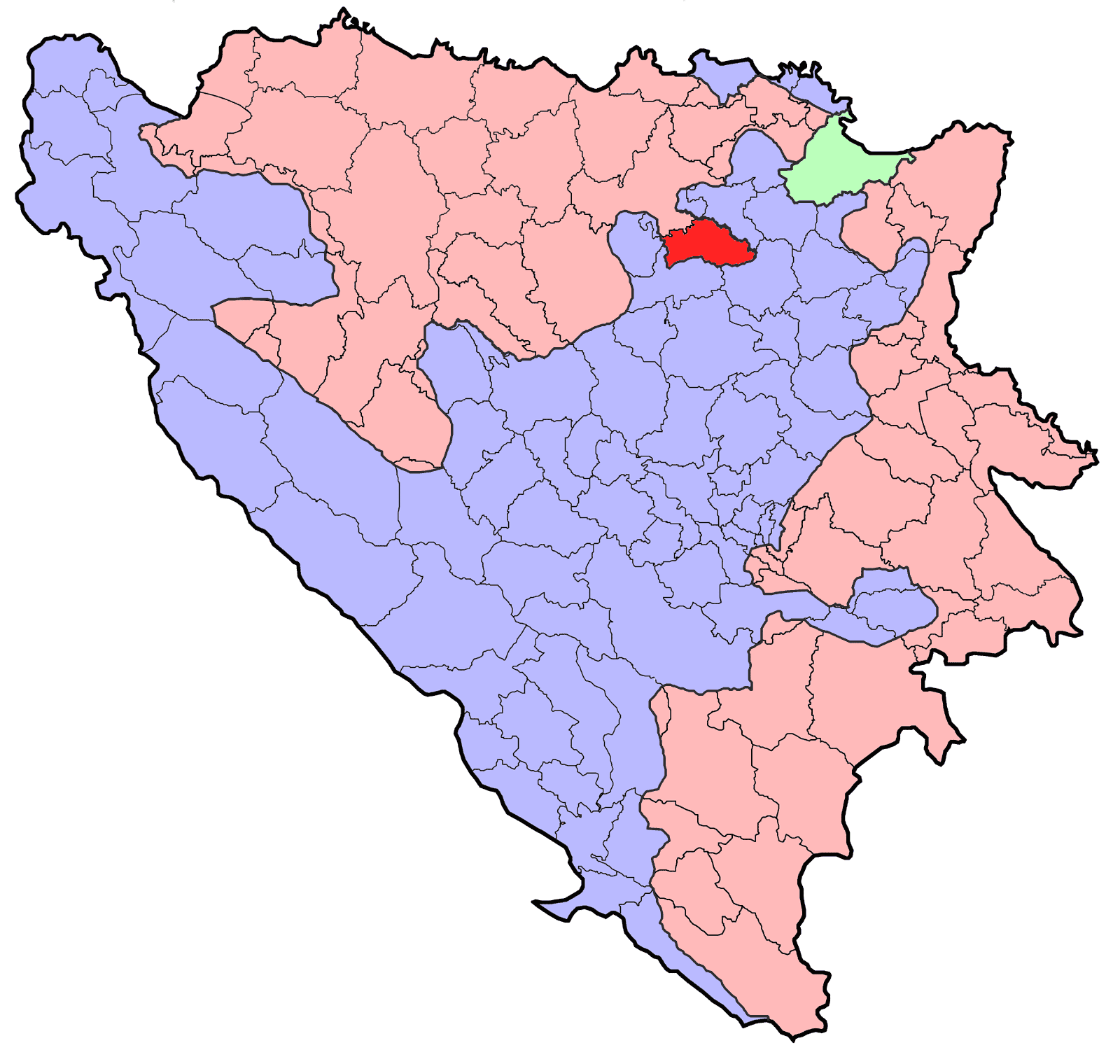
Localisation de la municipalité de Petrovo en Bosnie-Herzégovine

La municipalité de Petrovo compte 7 localités :
- Kakmuž
- Kaluđerica
- Karanovac
- Krtova
- Petrovo (Bosansko Petrovo Selo)
- Porječina
- Sočkovac

## Démographie

### Villeintra muros

#### Évolution historique de la population dans la villeintra muros
| 1948 | 1953 | 1961  | 1971  | 1981  | 1991  | 2013  |
| ---- | ---- | ----- | ----- | ----- | ----- | ----- |
| -    | -    | 1 880 | 2 514 | 2 856 | 2 919 | 2 322 |

|  |

## Politique
À la suite des élections locales de 2012, les 17 sièges de l'assemblée municipale se répartissaient de la manière suivante, :
| Parti                                                           | Sièges |
| --------------------------------------------------------------- | ------ |
| Parti démocratique serbe (SDS)                                  | 6      |
| Alliance des sociaux-démocrates indépendants (SNSD)             | 4      |
| Parti du progrès démocratique (PDP)                             | 2      |
| Parti des retraités unis de la République serbe de Bosnie (PUP) | 1      |
| Parti radical serbe (SRS)                                       | 1      |
| Parti socialiste (SP)                                           | 1      |
| Parti démocratique (DP)                                         | 1      |
| Parti radical serbe de la République serbe de Bosnie (SRS RS)   | 1      |

Ozren Petković, membre du Parti démocratique serbe (SDS), a été élu maire de la municipalité,.

## Tourisme
Sur le territoire de la municipalité se trouve le monastère orthodoxe serbe d'Ozren.

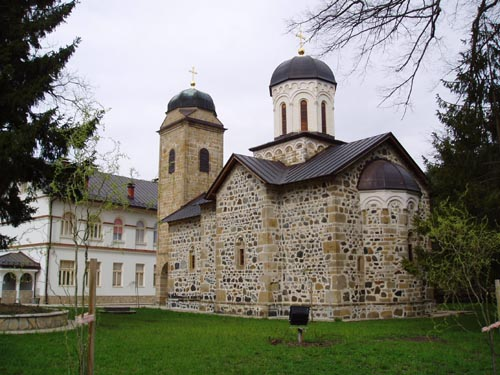
Le monastère d'Ozren